# Військовий бюджет України
Військовий бюджет України — це сукупність витрат державного бюджету України, призначених для утримання та забезпечення збройних сил України.

## Динаміка оборонних витрат
- 1992 — 108 215,3[1] млн карбованців (2,1 % ВВП)[2]
- 1993 — 544 256,2 (МО:485 569,2 НГ:16 413 ПВ:38 158 ВЦО:4 116)[3] млн карбованців (2,3% ВВП[2],  3,9% ВНП)[4]
- 1994 — 21 976 000 (МО:19 000 000,2 НГ:700 000 ПВ:2 100 000 ВЦО:176 000)[5] млн карбованців (182,3 млн доларів США на грудень 1994) (2 % ВВП)[2] Ліквідація стратегічних озброєнь — 1 000 000 млн карбованців.
- 1995 — 106 200 (МО:93 000,2 НГ:2 800 ПВ:9 500 ВЦО:900)[6] млрд карбованців (520 млн доларів США на грудень 1995) (2,2 % ВВП)[2] Ліквідація стратегічних озброєнь — 1 800 млрд карбованців.
- 1996 — 137 962 (ЗС:116 962, ОВТ:18 000, НДКР:3 000)[7] млрд карбованців (791,5 млн доларів США). Від цього року утримання прикордонних військ, національної гвардії та військ цивільної оборони було винесено до витрат на правоохоронну діяльність та взагалі виокремлено (ВЦО: 1 800, ЛСО: 1 500, ПВ: 15 000, НГ: 4 200).
- 1997 — ₴ 1 472,24 млн. (ЗС:1 225, ОВТ:195, НДКР:30, П:22,24)[8] (778,9 млн доларів США на 20.12.97) (ВЦО:55,702 ЛСО:10 ПВ:169,24 НГ:65 ВВ:75,22)
- 1998 — 1,67 млрд. ₴ (490,7 млн доларів США на 31.12.98)[9]
- 1999 — 1,7 млрд. ₴ (326,3 млн доларів США на 31.12.99)[10]
- 2000 — 2,4 млрд. ₴ (441,6 млн доларів США на 31.12.00)[11]
- 2001 — 2,76 млрд. ₴ (523 млн доларів США на 31.12.01)[12]
- 2002 — 3,2 млрд. ₴ (600,3 млн доларів США) це менше 1,5 % ВВП України)[13], з урахуванням коштів зі спеціального фонду державного бюджету України фактично виділено 3,4 млрд. ₴[14]
- 2003 — з урахуванням коштів зі спеціального фонду державного бюджету України фактично виділено 4,28 млрд. ₴ (1,78 % ВВП)[14]
- 2004 — заплановано 4,92 млрд. ₴ (1,7 % ВВП України) з урахуванням коштів зі спеціального фонду державного бюджету України фактично виділено 5,3 млрд. ₴[14]
- 2005 — з урахуванням коштів зі спеціального фонду державного бюджету України фактично виділено 5,9 млрд. ₴[14]
- 2006 — з урахуванням коштів зі спеціального фонду державного бюджету України фактично виділено 7,6 млрд. ₴[14] (1,76 % ВВП)[15]
- 2007 — з урахуванням коштів зі спеціального фонду державного бюджету України фактично виділено 9,1 млрд. ₴[14]
- 2008 — з урахуванням коштів зі спеціального фонду державного бюджету України фактично виділено 9,9 млрд. ₴[14]
- 2009 — 11,65 млрд ₴[16] (1,0 % ВВП)[17]; з урахуванням коштів зі спеціального фонду державного бюджету України фактично виділено 11,7 млрд. ₴[14]
- 2010 — заплановано в бюджеті 12,447 млрд. ₴(1,15% ВВП), виділено 10,533 млрд. ₴ (0,97 % ВВП)[18]
- 2011 — заплановано в бюджеті 13,804 млрд. ₴ (1,07% ВВП), виділено 12,709 млрд. ₴ (0,98 % ВВП)[19]
- 2012 — 16,38 млрд. ₴ (2,04 млрд доларів США) (1,1 % ВВП)[20]
- 2013 — 18,8 млрд. ₴ (2,4 млрд доларів США) (1,11 % ВВП)[21][22]

#### Динаміка змін видатків на оборону за роки незалежності України

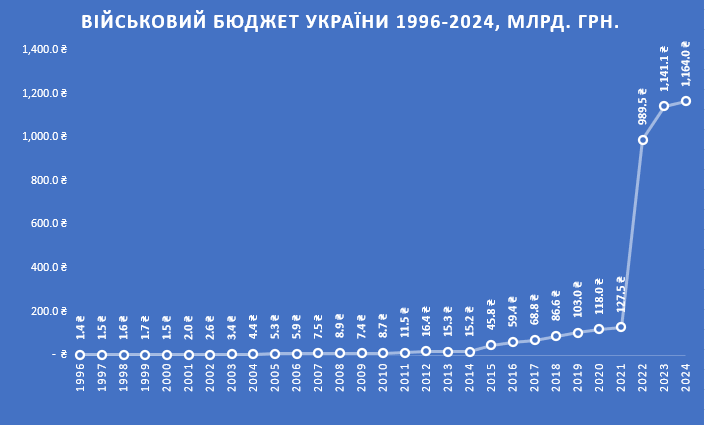
Військовий Бюджет України 1996-2024

#### Динаміка змін видатків на оборону за роки незалежності України[23][24][25][26][27][28]
| Рік  | Витрати у ₴         | Витрати у $ | Витрати у ВВП (%) |
| ---- | ------------------- | ----------- | ----------------- |
| 1992 | 108 215,3 млн крб.  |             | 2.1               |
| 1993 | 544 256,2 млн крб.  |             | 2.3               |
| 1994 | 21 976 000 млн крб. | 182.3 млн.  | 2                 |
| 1995 | 106 200 млрд крб.   | 520 млн.    | 2.2               |
| 1996 | 137 962 млрд крб.   | 791.5 млн.  |                   |

| Рік  | Військовий Бюджет, млрд. грн. | % Змін Бюджету до Попереднього Року | ВВП, млрд. грн. | % Військових Видатків порівняно до ВВП | ВВП, млрд дол. США |
| ---- | ----------------------------- | ----------------------------------- | --------------- | -------------------------------------- | ------------------ |
| 1996 | 1.4 ₴                         |                                     | 81.5 ₴          | 2%                                     |                    |
| 1997 | 1.5 ₴                         | 7%                                  | 93.4 ₴          | 2%                                     | 50.15              |
| 1998 | 1.6 ₴                         | 7%                                  | 102.6 ₴         | 2%                                     | 41.88              |
| 1999 | 1.7 ₴                         | 6%                                  | 130.4 ₴         | 1%                                     | 31.58              |
| 2000 | 1.5 ₴ (2.4)                   | -12%                                | 176.1 ₴         | 1%                                     | 32.38              |
| 2001 | 2.0 ₴ (2.76 )                 | 33%                                 | 211.2 ₴         | 1%                                     | 39.31              |
| 2002 | 2.6 ₴ (3.2 )                  | 30%                                 | 234.1 ₴         | 1%                                     | 43.96              |
| 2003 | 3.4 ₴ (4.28 )                 | 31%                                 | 277.4 ₴         | 1%                                     | 52.01              |
| 2004 | 4.4 ₴ (4.92 )                 | 29%                                 | 357.5 ₴         | 1%                                     | 67.22              |
| 2005 | 5.3 ₴ (5.9 )                  | 20%                                 | 457.3 ₴         | 1%                                     | 89.24              |
| 2006 | 5.9 ₴ (7.6 )                  | 11%                                 | 565.0 ₴         | 1%                                     | 111.83             |
| 2007 | 7.5 ₴ (9.1 )                  | 27%                                 | 751.1 ₴         | 1%                                     | 148.73             |
| 2008 | 8.9 ₴ (9.9 )                  | 19%                                 | 990.8 ₴         | 1%                                     | 188.11             |
| 2009 | 7.4 ₴ (11.7 )                 | -17%                                | 947.0 ₴         | 1%                                     | 121.55             |
| 2010 | 8.7 ₴ (10.5 )                 | 18%                                 | 1,120.6 ₴       | 1%                                     | 141.21             |
| 2011 | 11.5 ₴ (12.7 )                | 32%                                 | 1,349.2 ₴       | 1%                                     | 169.33             |
| 2012 | 16.4 ₴                        | 43%                                 | 1,459.1 ₴       | 1%                                     | 182.59             |
| 2013 | 15.3 ₴ (18.8 )                | -7%                                 | 1,522.7 ₴       | 1%                                     | 190.50             |
| 2014 | 15.2 ₴                        | -1%                                 | 1,586.9 ₴       | 1%                                     | 133.50             |
| 2015 | 45.8 ₴                        | 201%                                | 1,988.5 ₴       | 2%                                     | 91.03              |
| 2016 | 59.4 ₴                        | 30%                                 | 2,385.4 ₴       | 2%                                     | 93.36              |
| 2017 | 68.8 ₴                        | 16%                                 | 2,981.2 ₴       | 2%                                     | 112.09             |
| 2018 | 86.6 ₴                        | 26%                                 | 3,560.3 ₴       | 2%                                     | 130.89             |
| 2019 | 103.0 ₴                       | 19%                                 | 3,977.2 ₴       | 3%                                     | 153.88             |
| 2020 | 118.0 ₴                       | 15%                                 | 4,222.0 ₴       | 3%                                     | 156.62             |
| 2021 | 127.5 ₴                       | 8%                                  | 5,450.8 ₴       | 2%                                     | 199.77             |
| 2022 | 989.5 ₴                       | 676%                                | 5,191.0 ₴       | 19%                                    | 160.50             |
| 2023 | 1,141.1 ₴                     | 15%                                 | 6,269.8 ₴       | 18%                                    |                    |
| 2024 | 1,164.0 ₴                     | 2%                                  |                 |                                        |                    |

## Війна на сході України

#### 2014
Початково, прийнятий в середині січня 2014 року державний бюджет на 2014 рік включав військовий бюджет у розмірі  14,6 млрд. ₴ (1,82 млрд доларів США) і кошти на фінансування розвитку озброєння та військової техніки — ще 563,32 млн. ₴ (70 млн доларів США); 10 травня 2014 міністр фінансів Олександр Шлапак повідомив, що в період з січня 2014 року, коли був затверджений військовий бюджет, військові витрати збільшилися на 50%, а військовий бюджет — з 14 млрд ₴ до більш ніж 20 млрд ₴. 21 травня 2014 для оплати військових витрат почався випуск казначейських облігацій «Військові» на загальну суму 100 млн гривень. У червні 2014 військовий бюджет України склав 20,1 млрд. ₴ (1,25 % ВВП). В подальшому, відповідно до розпорядження уряду України № 652-р від 17 липня 2014 для закупівлі озброєння та військової техніки було виділено ще 598,9 млн. ₴ (близько 51,5 млн доларів США). 31 липня 2014 були випущені облігації внутрішньої державної позики «Військові облігації» у бездокументарній формі на суму 1 млрд. ₴ (83 млн доларів США) і введений «військовий податок» — загальнодержавний збір за ставкою 1,5% з заробітної плати фізичних осіб  і виграшів учасників державних і недержавних лотерей (за оцінкою міністерства фінансів України, введення військового збору повинно було дозволити акумулювати 2,9 млрд. ₴ (близько 183 млн доларів США), однак фактично до 30 грудня 2014 було зібрано тільки 1,885 млрд. ₴ (близько 126 млн доларів США)). 26 серпня 2014 Кабінет Міністрів України затвердив рішення № 768-р від 20 серпня 2014 року, відповідно до якого міністерству оборони було додатково виділено ще 5,9 млрд. ₴ із резервного фонду державного бюджету. Ще 12,45 млн. ₴ було перераховано протягом 2014 з місцевих і регіональних бюджетів в як шефської допомоги збройним силам від органів державної влади. Крім того, з 8 квітня 2014 Верховна Рада дозволила фінансування армії за рахунок пожертвувань, допомога надходить у вигляді грошових коштів (в період до 31 грудня 2014 року було одержано 153,276 млн гривен) та матеріальної допомоги . 2 жовтня 2014 міністр оборони України Валерій Гелетей повідомив, що прийнято рішення створити Раду волонтерів при міністерстві оборони України, який координуватиме діяльність усіх громадських організацій, які надають допомогу українській армії, сприяти матеріально-технічному забезпеченню — закуповувати спорядження (оптичні прилади, коллиматорние приціли, каски та ін. ), брати участь в ремонті військової техніки і наданні медичної допомоги військовослужбовцям

#### 2015
В грудні 2014 року було оголошено, що військові витрати на 2015 рік складуть не менше 50 млрд. ₴ (близько 3 млрд доларів США); 8 січня 2015 було оголошено, що військовий бюджет України складе 44,6 млрд гривень; 17 липня 2015 було прийнято рішення про виділення на потреби міністерства оборони та збройних сил України додаткових коштів в розмірі 5,3 млрд. ₴ (близько 240 млн доларів США). При цьому, 6,39 млрд. ₴ з коштів, перерахованих у січні — вересні 2015 року, були отримані за рахунок військового збору. Крім того, триває фінансування армії з позабюджетних джерел, допомога надходить у вигляді грошових коштів (у період з 1 січня до 7 жовтня 2015 року було одержано 6,425 млн. ₴) та матеріальної допомоги .

#### 2016
За попередніми розрахунками департаменту фінансів міністерства оборони України, військовий бюджет 2016 року планують у розмірі  67,8 млрд. ₴ 11 листопада 2015 року РНБО запропонувала Кабміну воєнний бюджет на 2016 рік у розмірі 5% ВВП (близько 100 млрд. ₴), з них не менше 3% на оборонний сектор.

#### 2017
За планом, бюджет на 2017 рік становив ₴ 64,4 млрд, або 2,49 % ВВП + ₴ 4 млрд державних гарантій Фактично у 2017 р. отримано 72126,2 млн грн (2,53% ВВП), або 104,3% річних призначень, із них за загальним фондом – 62847,8 млн грн (100% призначень загального фонду), за спеціальним – 9278,4 млн грн (146,6% призначень спеціального фонду), у тому числі за бюджетною програмою “Видатки для Міністерства оборони України на реалізацію заходів щодо підвищення обороноздатності і безпеки держави” – 4 527,9 млн грн

#### 2018
- 2018 — від 5 липня 2017 року було оголошено про збільшення оборонних витрат до ₴ 74 млрд (+10 відносно попереднього).[63] Кабінет Міністрів України пропонує Верховній Раді спрямувати на діяльність Міністерства оборони 83,3 млрд грн, про що йдеться в проєкті державного бюджету на 2018 рік, зареєстрованому у Верховній Раді 15 вересня 2017 року за №7000.[64]
  - 16,36 млрд грн — на закупівлю та модернізацію озброєння і військової техніки
  - 60 млрд грн — для забезпечення діяльності Збройних сил України та підготовку військ
  - 826 млн грн — на будівництво житла для військових
  - 2,38 млрд грн — на медичне лікування, реабілітацію та санаторне забезпечення особового складу ЗСУ, ветеранів військової служби та членів їхніх сімей, ветеранів війни
  - 2,85 млрд грн — на підготовку військових фахівців у вищих навчальних закладах, підвищення кваліфікації та перепідготовку військових спеціалістів і державних службовців, початкову військову підготовку і патріотичне виховання молоді
- 2019 — в серпні 2018 року НГШ було озвучено мінімальну фінансову потребу ЗСУ на рівні щонайменше 112 млрд гривень.[65]

#### 2019
Загалом у бюджеті на 2019 рік заплановано понад 102,4 млрд грн. для Міноборони, що є на 18% більше, ніж у 2018 році.
- Основне збільшення бюджету відбулось за рахунок збільшення видатків на забезпечення діяльності ЗСУ, які у 2019 році становитимуть понад 81,6 млрд грн – на 36,5% більше порівняно з минулим роком.
- Видатки на закупівлю військової техніки залишились практично незмінними: на 2019 рік передбачено майже 17 млрд. (збільшення – на 3,6%).
- Видатки на житлове забезпечення 47 тисяч сімей військовослужбовців, які очікують отримати квартиру від Міноборони, зросли тільки на 2% і склали 0,83 млрд грн.
- Суттєво збільшились видатки на утилізацію боєприпасів і забезпечення живучості складів. У минулому році на ці потреби було виділено всього 0,53 млрд грн., тоді як у 2019 році планується витратити майже втричі більше – 1,53 млрд грн.

Загалом. Міністерство оборони, Головне управління розвідки МОУ і Державна спеціальна служба транспорту, підпорядкована МОУ, отримають сумарно 108,098 млрд грн.
- Витрати СБУ, Служби зовнішньої розвідки, Управління державної охорони, Держспецзв’язку – 15 мільярдів 950 мільйонів гривень.
- Витрати МВС, Національної поліції, Державної міграційної служби, Державної служби надзвичайних ситуацій України – 61 мільярд 23 мільйонів гривень.
- Національна гвардія отримала 12 мільярдів 893 мільйони гривень, Державна прикордонна служба України – 10 мільярдів 856 мільйонів гривень.
- Апарату РНБО при президенті України перепало 177 мільйонів гривень.[66]

#### 2020
- 2020 — 5 листопада Кабінет Міністрів України презентував уточнений проєкт бюджету на 2020 рік.[67]
  - РНБО — 211,75 млн
  - МОУ — 117,51 млрд
    - ДССТ — 1,36 млрд

  - ГУР — 3,57 млрд
  - МВС — 92,97 млрд
    - НГУ — 13,29 млрд
    - ДСНС — 15,38 млрд
    - ДПСУ — 12,77 млрд
    - НПУ — 33,61 млрд

  - СБУ — 12,17 млрд
  - СЗРУ — 2,36 млрд
  - ДССЗЗІ — 2,9 млрд
  - УДО — 1,58 млрд

Загальний бюджет оборонного відомства разом із кошторисом Головного управління розвідки (3,5 млрд), Держспецтрансслужби (1,36 млрд) та державними гарантіями у 9 мільярдів має скласти понад 130 млрд грн. Проте відповідно до трирічної бюджетної декларації, яка була затверджена указом Президента України від 25 квітня 2019 року №167/2019, видатки на безпеку і оборону повинні бути відчутно більшими. Так у 2020-му бюджетною декларацією пропонуються витрати на безпеку і оборону 368 млрд грн, з них на Міністерство оборони 210 млрд  (5,4% ВВП).

#### 2021
У Державному бюджеті України на 2021 рік видатки для Міністерства оборони України передбачено у сумі 117,5 млрд грн.
У Пояснювальній записці зазначається, що в проєкті Держбюджету на 2021 рік передбачено:
- видатки за бюджетними програмами Міноборони, інших суб'єктів сектору безпеки і оборони (загальний фонд 232 989,4 млн грн, спеціальний фонд – 14 139,7 млн грн) – 247 129,1 млн грн;
- державні гарантії – 20 000 млн грн.

Згідно з цією ж пояснювальною запискою, видатки по загальному фонду планується спрямувати, зокрема, на:
- грошове забезпечення та заробітну плату (з нарахуваннями) – 149 953,9 млн грн;
- медикаменти та перев'язувальні матеріали – 749,1 млн грн;
- продукти харчування – 5 201,3 млн грн;
- плату комунальних послуг та енергоносіїв – 4 844,5 млн грн;
- створення, закупівлю, модернізацію та ремонт озброєння та військової (спеціальної) техніки – 39 726,8 млн грн;
- виплату одноразової грошової допомоги у разі загибелі (смерті), інвалідності або часткової втрати працездатності та інші соціальні виплати – 5 956,8 млн грн;
- будівництво (придбання) житла – 2 543,6 млн гривень.

Презентація Міністерства Фінансів України про Бюджет-2021:
https://mof.gov.ua/storage/files/Бюджет2021.pdf

## Повномасштабне Вторгнення росії в Україну

#### 2022

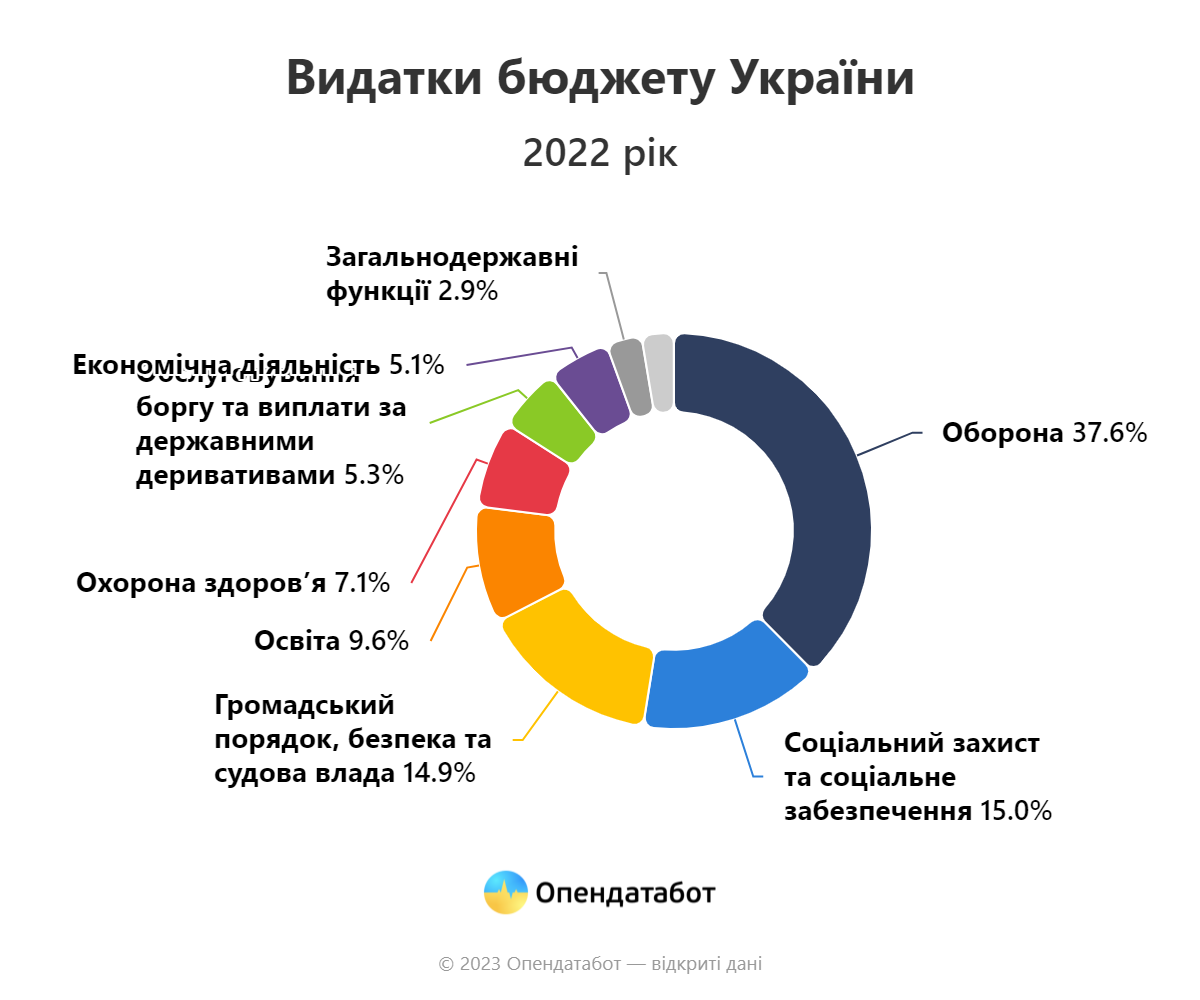
Видатки бюджету України 2022 рік

Через напад РФ на Україну левову частку українського бюджету у 2022 році з’їли витрати на оборону — 38% або ж 1142,9 млрд грн. Це у 9 разів більше, аніж країна витрачала на оборону до великого вторгнення. Тоді видатки складали лише 127,5 млрд грн.
Окрім витрат на оборону, у воєнний рік суттєво зросли видатки на громадський порядок, безпеку та судову владу — аж у 2,5 рази. Загалом за цими статтями було витрачено 454,4 млрд грн.
Майже на чверть зросли видатки на соціальний захист населення — 455,2 млрд грн проти 367,3 млрд грн у 2021 році.
Найбільше скоротились видатки на економічну діяльність — майже удвічі, з 293,6 млрд грн до 156,4 млрд грн.
Під скорочення також попала освіта — −7% за рік. Цікаво, що видатки на загальнодержавні функції скоротилися у тому ж розмірі.
| Стаття Витрат                                              | 2021    | 2022      |
| ---------------------------------------------------------- | ------- | --------- |
| Соціальний захист та соціальне забезпечення                | 367.3 ₴ | 🠁 455.2   |
| Громадський порядок, безпека та судова влада               | 176.1 ₴ | 🠁 454.4   |
| Освіта                                                     | 312.9 ₴ | 🠃 290.8   |
| Охорона здоров’я                                           | 204.1 ₴ | 🠁 215.3   |
| Оборона                                                    | 127.5 ₴ | 🠁 1,142.9 |
| Обслуговування боргу та виплати за державними деривативами | 157.6 ₴ | 🠁 160.3   |
| Економічна діяльність                                      | 293.6 ₴ | 🠃 156.4   |
| Загальнодержавні функції                                   | 95.1 ₴  | 🠃 88.2    |

Загальна сума витрат бюджету у рік повномасштабного вторгнення зросла у 1,6 раз у порівнянні з показниками 2021 року та склала 3043,5 млрд грн. Для порівняння, Хоча й надходження до бюджету теж зросли, але лише у 1,3 рази, що не покриває потрібні видатки. Загалом до бюджету торік надійшло 2196,3 млрд грн.

#### 2023

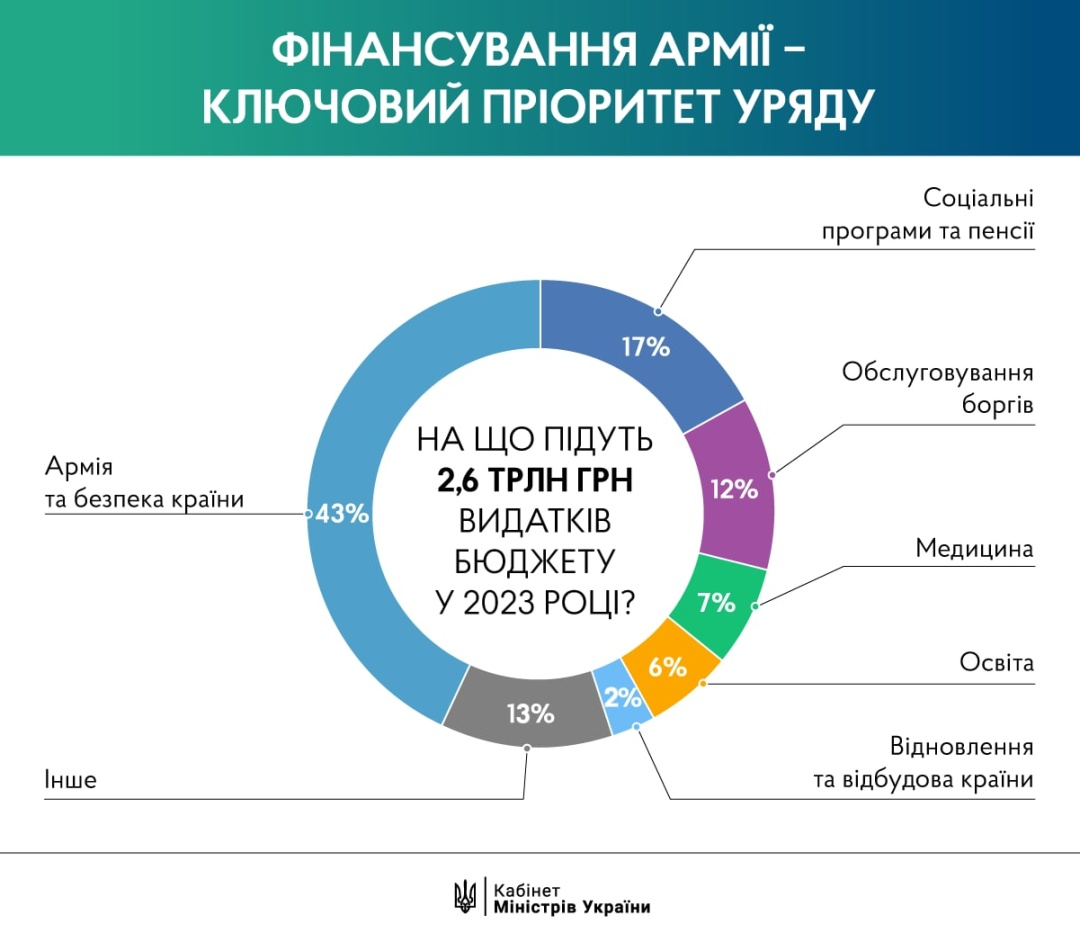
Видатки Бюджету України у 2023 році

Ухвалений Верховною Радою законопроєкт про Державний бюджет на 2023 рік спрямований на посилення оборони України.
Для уряду пріоритет бюджету 2023 року — забезпечення перемоги у війні, тому 43% всіх коштів було направлено на армію та безпеку України.
Доходи держбюджету-2023 передбачено у сумі 1 329,3 млрд грн, видатки – 2 640,2 млрд грн, прогнозований дефіцит – до 20,6% ВВП.
Серед пріоритетних видатків:
- національна безпека і оборона країни, що складає 1 141,1 млрд грн або 18,2 % ВВП;
- соціальний захист та забезпечення – 447,6 млрд грн;
- підтримка ветеранів – 6,8 млрд грн;
- освіта – 156 млрд грн;
- охорона здоров’я – 176,1 млрд грн.

#### 2024

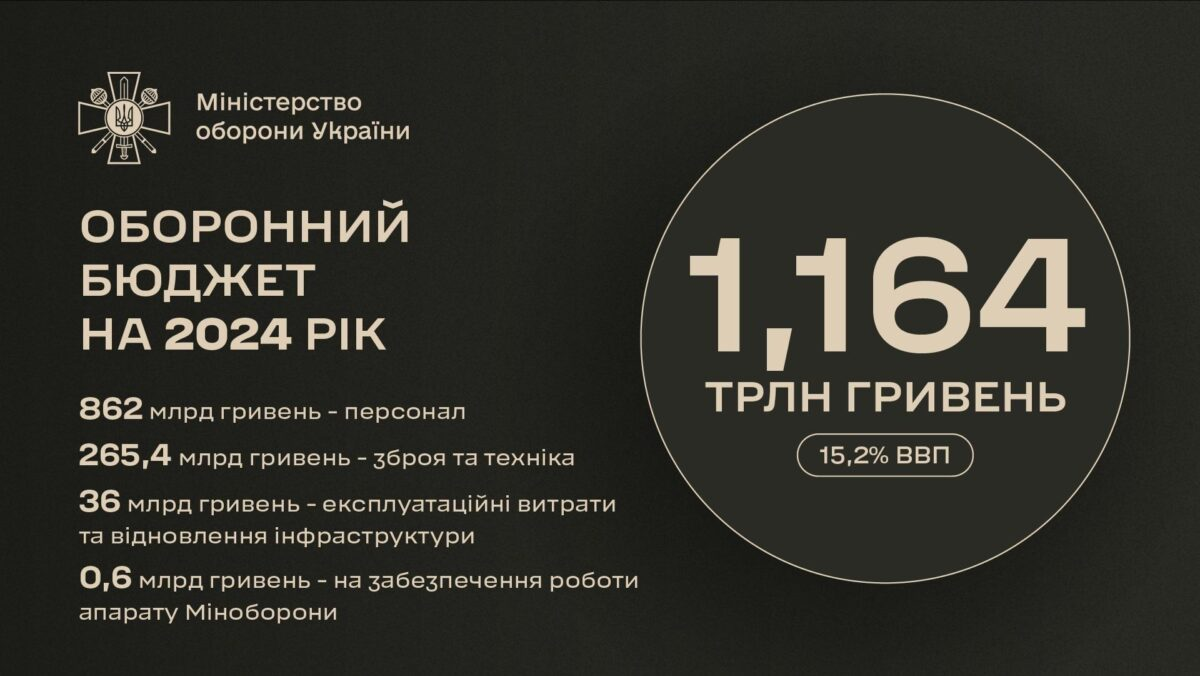
Defense Budget of Ukraine for 2024 year

Видатки Міністерства оборони в 2024 році складають 1 трильйон 164 мільярди 48 мільйонів 728 тисяч 400 гривень.
- 862 мільярди або 74,1% — на утримання військовослужбовців Збройних Сил України та Державної спеціальної служби транспорту. Ці гроші підуть на виплату грошового забезпечення та заробітної плати, харчування, придбання форми, амуніції та засобів індивідуального захисту у вітчизняних виробників.
- 265,4 мільярда або 22,8% — на закупівлю зброї, техніки, БПЛА та боєприпасів, а також відновлення пошкодженої під час бойових дій техніки.
- 36 мільярдів або 3,1% — на експлуатаційні витрати та відновлення інфраструктури ЗСУ.
- 663,7 мільйона або 0,06% — на забезпечення роботи апарату Міністерства оборони.

## Військовий збір
За підсумками 2017 року до бюджету надійшло понад 15 млрд грн військового збору.
- 2018 — ₴ 18 723,5 млн
- 2019 — ₴ 21 708,7 млн

## Інше
На початку лютого 2015 на розгляд Верховної Ради внесено законопроєкт, що зобов'язує російські компанії, що працюють в Україні, платити 10-відсотковий податок від доходів на потреби української армії. Про це заявив на прес-конференції заступник глави комітету Верховної ради України з економічної політики Юрій Соловей.
27 лютого 2015 на розгляд Верховної Ради внесено законопроєкт про запровадження спеціального збору за відстрочку від призову на військову службу під час часткової мобілізації (прибуток від реалізації законопроєкту оцінюється в розмірі 1 364 769 600 ₴)